# Sinuous rilles

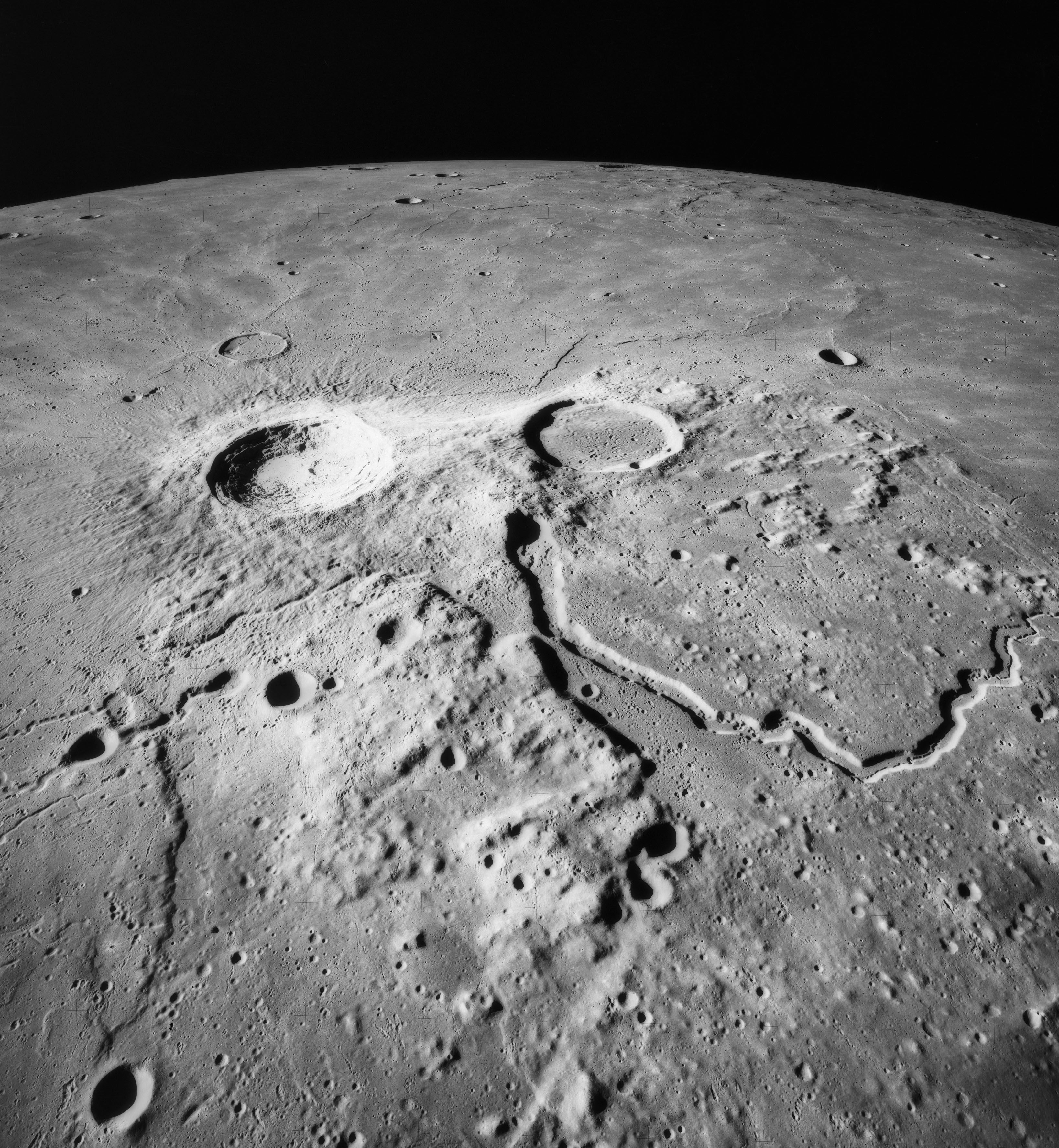
Sinuous rilles na okraji kráteru Aristarchus na Měsíci (Rimae Aristarchus).

Sinuous rilles (někdy nazývané také Sinuous rimae, česky sinusové brázdy nebo klikaté brázdy) je zvláštní druh lávového koryta na povrchu některých terestrických těles jako jsou planety či velké měsíce. Zdánlivě připomíná říční koryto, ale vyskytuje se v oblastech, kde nebyl výskyt kapalné vody možný či pravděpodobný. Koryto bylo nejspíše vyhloubeno tekoucí lávou či magmatem.
Pro Sinuous rilles je typický tvar připomínající říční koryto s mnoha záhyby, které vypadají jako meandry. Koryta často bývají několik kilometrů široká a až stovky kilometrů dlouhá se začátkem často v oblasti impaktních kráterů. Začátek koryta je vzhledem k okolí v relativně vyšší poloze a jejich hloubka je závislá na vzdálenosti od počátku. Obecně platí vztah, že čím dále od počátku, tím je koryto mělčí. Vyskytují se dvě hlavní skupiny: rovné rilles a Sinuous rilles. Předpokládá se, že tyto dvě skupiny mají rozdílný původ vzniku.
Lávové útvary byly poprvé spatřeny na Měsíci německým astronomem Johannem Schröterem 7. října 1787, kdy bylo popsáno první koryto v oblasti dnešního Vallis Schröteri. Okolo 30 těchto útvarů se dá na povrchu Měsíce sledovat na vzdálenost desítek kilometrů. Pojmenování pochází z latinského slova sinuosus označující „něco klikatého“ a německého slova Rille používané pro „útvary vzniklé prouděním tekoucí kapaliny“. K roku 2008 byly známy i na povrchu Marsu a Venuše.
Sinuous rilles jsou zajímavým geologickým útvarem, který má pro lidstvo možný další přínos, jelikož potenciálně umožňuje snazší kolonizaci Měsíce a dalších těles jako např. Marsu. Sinuous rilles jsou pravděpodobně lávová koryta či propadlé lávové tunely napovídající, že v místech jejich výskytu by se mohly vyskytovat i neporušené lávové tunely. Takováto místa jsou ideální pro vybudování bezpečné základny, jelikož základna nevyžaduje větší stavební úpravy. V podstatě by stačilo pouze vytvořit vzduchotěsné podmínky a vytvořit atmosféru.

## Teorie vzniku
Původní představy o vzniku těchto útvarů vycházely z neschopnosti získat lepší vizuální informace, které musely být založeny na pozemských pozorováních za pomoci teleskopů. Tyto názory se opíraly o myšlenku, že se bude jednat o praskliny či zvláštní zlomy v kůře Měsíce. Později přišel americký astronom William Henry Pickering s teorií, že by Sinuous rilles mohly být vytvořeny proudem tekoucí vody či rychle roztaveným vodním ledem či permafrostem zachyceným v hornině. Teorie byla podepřena o vizuální pozorování, jelikož Sinuous rilles mají množství podobných znaků jako vodní koryta na zemském povrchu. Později se vynořily ještě další teorie a spekulace o jejich možném vzniku jako např. zkapalnění plynů na hranici zlomů.

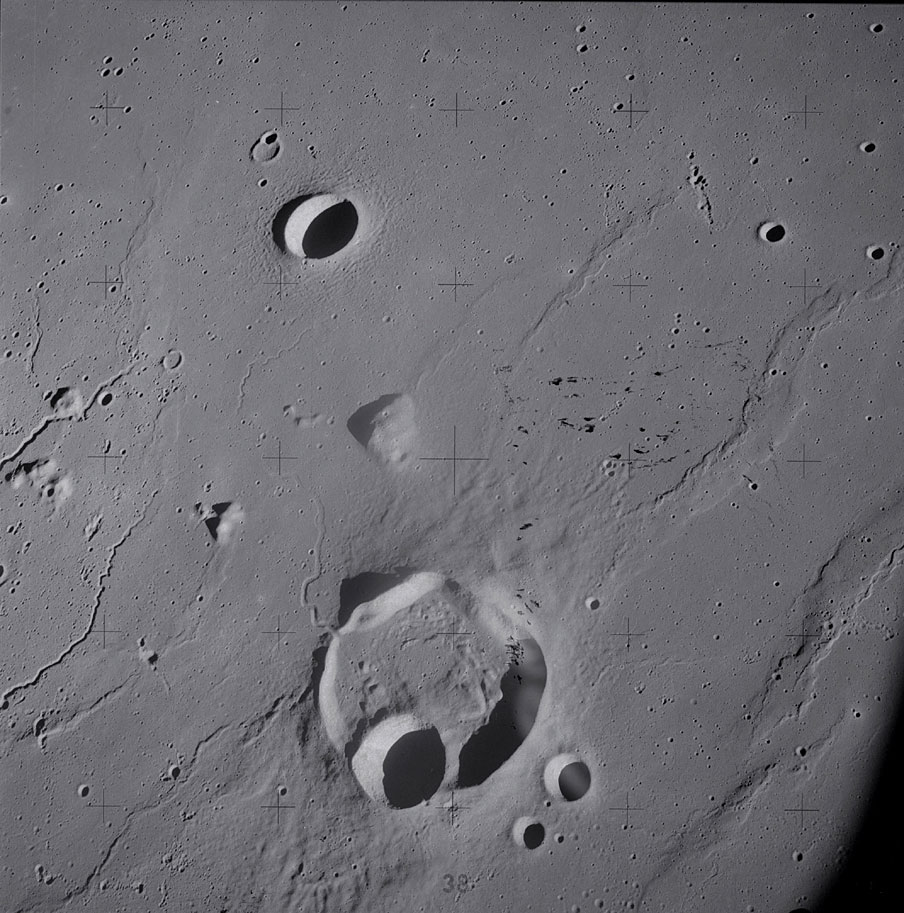
Několik Sinuous rilles na Měsíci.

Nicméně detailnější pozorování, měření jejich tvarů a nepřítomnost vody na Měsíci při makroskopickém pozorování i ve vzorcích z Měsíce začaly rychle tuto teorii podkopávat. Později se proto začala objevovat teorie, která spojovala vznik Sinuous rilles s lávovým tokem, jak přinášely mise Apollo stále nové poznatky a fotografie. Dnes je obecně přijímán názor, že Sinuous rilles jsou výsledkem rychle tekoucí lávy a to buď po povrchu, nebo v jeho těsné blízkosti, kdy se lávový proud nechová laminárně ale turbulentně. Turbulentním prouděním je do podloží předáváno mnohem více tepla než v případě laminárního proudění, což může mít za následek dosažení bodu solidu podložní horniny a její tavení. Takto roztavená hornina je pak následně společně s vyvrhovanou lávou odnášena, což vytváří lávové kanály či tunely. Odhaduje se, že rychlost tepelné eroze pak dosahuje několika centimetrů za hodinu. K tomu je nutné taktéž připočíst možnost, že vlivem eroze, nestability stěn či otřesů může dojít k propadnutí stropu a otevření dříve podzemních kanálu. Na druhou stranu některá Sinuous rilles se nedají procesy spojené s tekoucí lávou vysvětlit a jejich vznik se spojuje stále se zlomovými strukturami.
Na zemském povrchu je žhavá láva v kontaktu s atmosférou, která umožňuje konvekci tepla. V prostředí vakua musí teplo z povrchu lávy unikat hlavně radiací a v malém množství částečně i kondukcí. Na Zemi při delším pohybu lávy dochází k tomu, že se na jejím povrchu vytvoří krusta, která zabraňuje rychlé ztrátě tepla a láva pod ní může proudit na větší vzdálenosti. Měsíc má oproti Zemi pouze šestinovou gravitaci, což by mohlo být možným vysvětlením, že láva byla schopna cestovat na vzdálenost až stovky kilometrů (na Zemi jsou nejdelší lávové tunely dlouhé desítky kilometrů). U ústí se většinou nenachází žádný lávový materiál, který by bylo snadné pozorovat.

## Vzhled

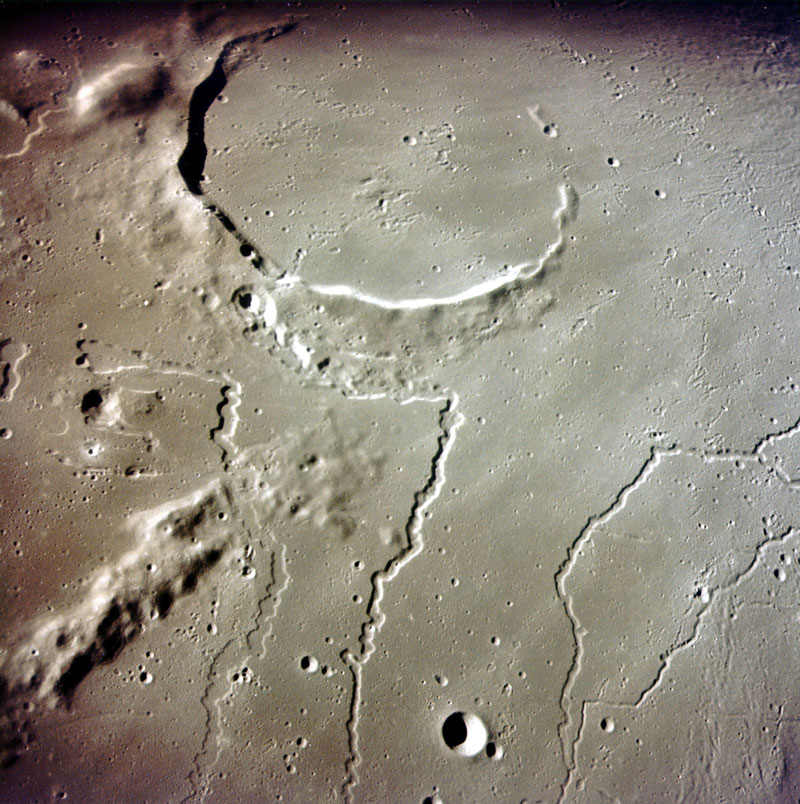
Rilles (Rimae Prinz) okolo kráteru Prinz na Měsíci.

Koryta jsou obvykle dlouhá desítky až stovky kilometrů táhnoucí se jak rovinatou krajinou, tak i ze svahu do nížiny. Koryta, která se rozkládají v nížinách, mají často neohraničené a rozostřené okraje, což napovídá, že zde mohlo dojít k rozlevu lávy do okolí či větší erozi. Jsou obvykle jeden až pět kilometrů široká s různou hloubkou zářezu do okolní krajiny. Obecně platí, že čím je koryto dále od zdroje magmatu, tím je mělčí. Na začátku jsou tak koryta nejhlubší, což nasvědčuje většímu objemu proudící lávy či větší rychlosti.
Koryto zpravidla začíná v oblasti impaktního kráteru, odkud asi pochází i materiál nutný pro jeho vznik. V průběhu pohybu se láva chová jako kapalina, takže vytváří morfologické struktury podobné říčnímu korytu včetně meandrovitých záhybů. Tvar může být různý od koryt rovných po koryta různě zakroucená, což vede vědce k myšlence, že existuje více způsobů jejich vzniku (proudící láva, tektonické pochody, průnik těchto možností atd.). Některé Sinuous rilles mají na dně prohlubně vyhloubená menší koryta, která naznačují, že tudy materiál proudil ve dvou oddělených obdobích. Sklony svahů se pohybují mezi 10° až 23° s průměrným sklonem 17°.
Předpokládá se, že Sinuous rilles vzniklá na Měsíci a i dalších tělesech, jsou výsledkem vulkanismu nízkoviskózní bazaltické lávy o velmi vysoké teplotě.

## Výskyt

### Země

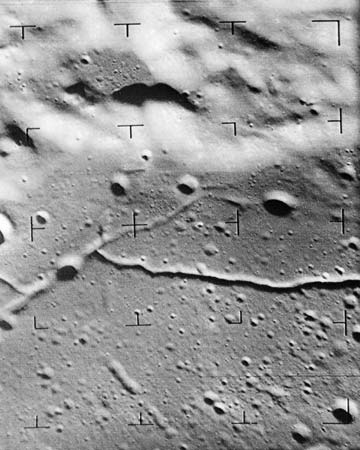
Rovný druh rilles na měsíčním povrchu.

Útvary podobné Sinuous rilles se na Zemi vyskytují jen velmi zřídka a ve velmi malých rozměrech. Je to dáno nejspíše tím, že silné erozivní účinky působící na povrchu Země rychle překryjí jakékoliv známky jejich existence, či dojde k jejich vyplnění vodou a začleněním do říční sítě. Eroze je hlavní důvod pro absenci významnějších struktur na zemském povrchu. Jedna z mála oblastí, kde je možné podobné struktury objevit, je sopečná provincie v oblasti Snake River Plain, kde se nachází přibližně 5 km dlouhý lávový kanál vycházející ze sopečného kráteru. I z jiných míst jako jsou např. Havajské ostrovy jsou známé mechanismy, kterými lávové tunely vznikají a které jsou nejspíše příhodné pro vznik propadlých Sinuous rilles v průběhu doby. Z výzkumu Havajských ostrovů vyplývá, že přibližně 30 % lávových tunelů je později vyplněno druhotně dalším lávovým výlevem.

### Měsíc
Sinuous rilles na Měsíci jsou způsobeny nejspíše sopečnou činností v rané fázi formování povrchu tělesa, kdy byl pravděpodobně celý povrch Měsíce roztaven v podobu magmatického oceánu. Slabá vznikající měsíční kůra umožňovala snadný pohyb magmatu jen blízko povrchu lávovými kanály. Další možností vzniku mohou být velké impakty těles na povrch Měsíce, kdy došlo k roztavení velké části povrchu a vzniku velkého množství lávy. Začátek rilles je často nalézán v oblasti kráterů, i když některé mají zcela nejasný původ. Začátek koryta je vždy situován ve výše položených oblastech, odkud pak láva vlivem gravitačního působení odtéká do nižších oblastí, kde se v oblasti okolních planin pak hromadí. V některých případech je na konci koryta vidět nahromaděný materiál jako např. v oblasti kráteru Krieger. Většinou nejsou přerušovaná až na několik pozorovaných případů, kdy byly přerušeny mladším impaktem či pohořím.
K roku 2008 lidstvo nedisponovalo technologií umístěnou na povrchu Měsíce či na jeho orbitální dráze, která by byla schopna objevit a zaměřit neporušené lávové kanály. Jediným nepřímým důkazem jejich existence se tak staly právě nejspíše propadlé lávové kanály v podobě Sinuous rilles. Vyskytují se např. v oblasti Vallis Schröteri, kde se nachází jedno z největších měsíčních Rilles, či okolo kráteru Alfred E. Neuman.
Mezi nejznámější a nejlépe prozkoumané rilles patří první objevené v oblasti Vallis Schröteri, které se stalo předmětem fotografického výzkumu posádky Apolla 15. Astronauti z Apolla 15 později prozkoumali i oblast v blízkosti brázdy Rima Hadley, což přineslo poznatky o přítomnosti bazaltických láv v okolí a na stěnách údolí. Další významné oblasti výskytu jsou Mare Imbrium a Oceanus Procellarum. Většina se vyskytuje v oblasti moří přivrácené strany Měsíce, na hranicích moří a pohoří, ale několik jich začíná i v pohořích.

### Merkur

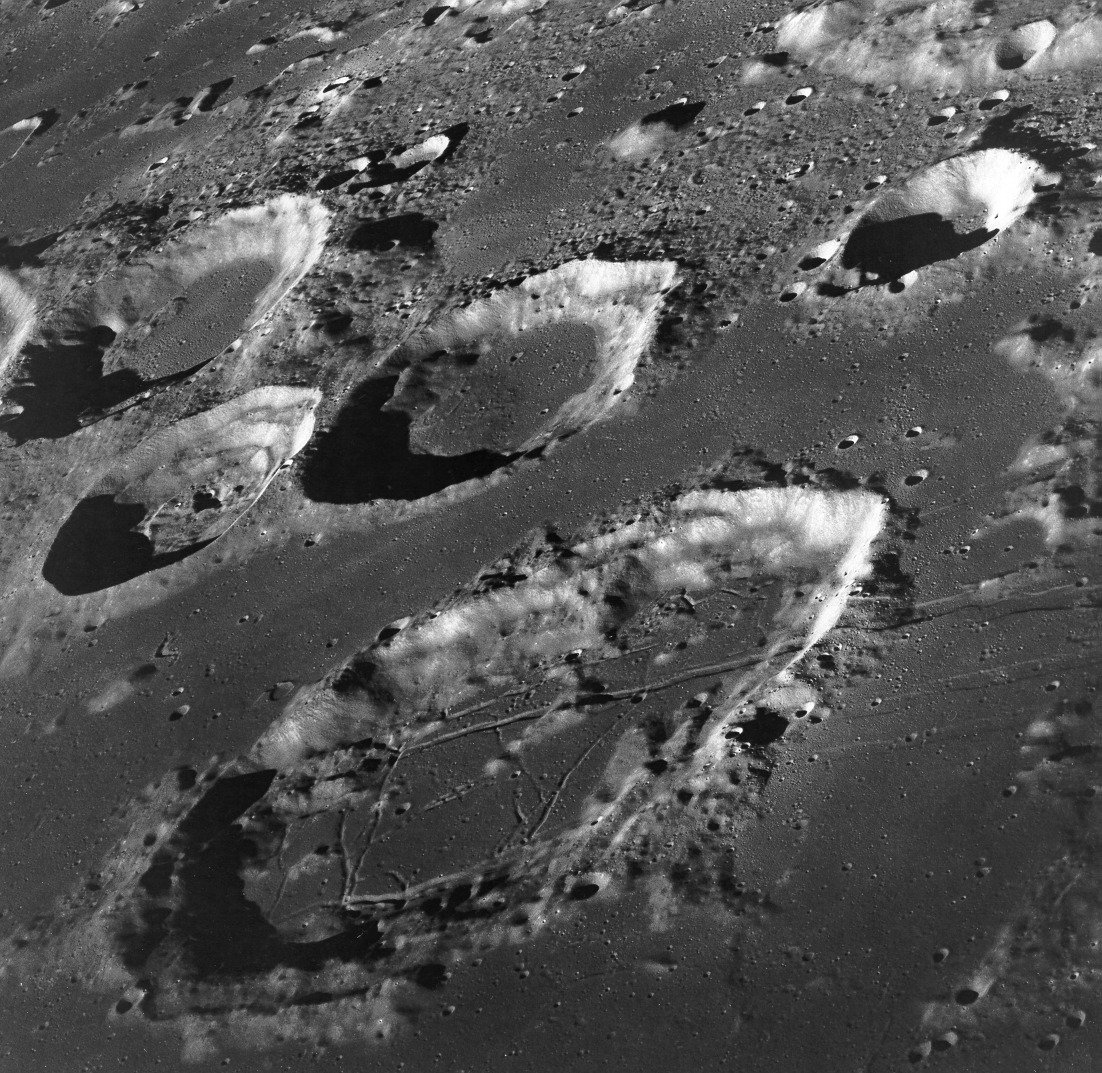
Zcela rovné rilles na Měsíci vzniklé nejspíše tektonickými pochody (Rimae Goclenius ve stejnojmenném kráteru Goclenius).

K roku 2002 bylo na základě snímků ze sondy Mariner 10 známo přes 60 až 90 lokalit s potenciálními Sinuous rilles. Jelikož se předpokládá, že Merkur má velmi podobný mechanismus vzniku jako Měsíc, jedná se důležitý poznatek. Většina předpokládaných Sinuous rilles se vyskytuje v oblastech hladkých oblastí či na okrajích impaktních kráterů.

### Venuše
Sinuous rilles objevená na povrchu Venuše americkou planetární sondou Magellan v 90. letech 20. století jsou soustředěna do oblasti Ovda Regio. V průměru zde byly pozorovány útvary, které byly 1 až 2 km široké a okolo desítek až stovek kilometrů dlouhé. Mezi atypické příklady patří i rilles v oblasti Baltis Vallis, které je 2,2 km široké a dlouhé až 6800 km. Často dle vizuálních pozorování horninový materiál z rilles vypadá jako materiál okolních planin, na kterých se nacházejí.

### Mars
První snímky Sinuous rilles z povrchu Marsu pocházejí od americké planetární sondy Mariner 9. Útvary nejsou na povrchu Marsu tak časté jako na povrchu Měsíce, což je pravděpodobně spojeno s rozdílným chemismem magmat či typem vulkanické aktivity. Výzkum povrchu Marsu v 70. letech minulého století objevil a popsal 81 kanálů, které by odpovídaly definici rilles, z čehož se jich 41 nachází v okolí Elysium Planitia. Nejdelší pozorovaný útvar je „pouze“ 180 km dlouhý. Další se nacházejí na svazích kolem obrovské sopky Ascraeus Mons.

## Význam pro lidstvo
Sinuous rilles vzbuzují velkou pozornost mezi vědci a inženýry, kteří uvažují či plánují osídlení cizích vesmírných těles. Tyto útvary naznačují, že se na jiných terestrických tělesech mohou a s vysokou pravděpodobností i budou nacházet rozsáhlé přírodní podzemní prostory, které by mohly být snadno využitelné lidstvem pro osídlení. Propadlé Rilles jsou nejspíše poničená forma lávových tunelů, které se pod povrchem nacházejí. Jejich zkoumáním, mapováním a přesným zaměřením se selektují oblasti, ve kterých je zvýšená pravděpodobnost toho, že se zde budou nacházet další neponičené tunely vhodné pro osídlení.
Lávové tunely i Sinuous rilles jsou vhodné pro budoucí základny z několika důvodů. Pokud jsou zachovalé všechny strany, vyžadují jen minimální stavební práce a materiál pro uzavření a utěsnění prostoru. Za další umožňují vytvořit snadno uzavřený systém chránící před některými přírodními nebezpečími jako jsou dopady mikrometeoritů či prachové bouře. I v případě, že by nebylo možné tyto prostory uzavřít a utěsnit, jeví se jako vhodná místa pro venkovní skladování strojů a vozidel. Stínění okolních hornin by poskytovalo případným obyvatelům i ochranu před dopadajícím kosmickým zářením a radiací.